# Championnat de République dominicaine féminin de football
Le championnat de République dominicaine de football féminin est une compétition de football féminin créée en 1970.

## Palmarès

### Campeonato Nacional
| Saison | Champion                    |
| ------ | --------------------------- |
| 1970   | Las Mocanas de Moca         |
| 1971   | Once Corazones de la UASD   |
| 1972   | Las Leones de San Cristóbal |
| 1973   | Las Leones de San Cristóbal |

### Torneo Nacional
| Saison | Champion                   |
| ------ | -------------------------- |
| 2005   | Santiago de los Caballeros |

### Liga Superior Femenina de Fútbol
| Saison    | Champion                           |
| --------- | ---------------------------------- |
| 2008      | Barcelona Atlético (Santo Domingo) |
| 2009-2010 | inconnu                            |
| 2010-2011 | Universidad O&M (Santo Domingo)    |

### Liga Mayor Femenina
| Saison    | Champion                    |
| --------- | --------------------------- |
| 2014-2015 | San Francisco de Macorís FC |
| 2016-2017 | La Romana                   |